# Isidora Jiménez
Isidora Andrea Jiménez Ibacache (Concepción, 10 agosto 1993) è una velocista cilena.

## Biografia
Jiménez si avvicina all'atletica leggera a 15 anni, l'anno seguente vince una medaglia d'argento ai Campionati sudamericani di categoria. Ha preso parte alla sua prima manifestazione mondiale nel 2012 ai Mondiali juniores di Spagna. Entrata nella nazionale seniores, nel 2013 diventa la prima atleta cilena a disputare una gara di velocità nei 200 metri piani ad un Mondiale, prendendo parte a Mosca 2013. La conquista di due medaglie d'argento ai Campionati sudamericani 2015, unitamente ai record nazionali in velocità migliorati e stabiliti, hanno contribuito affinché Jiménez fosse la portabandiera della delegazione cilena ai Giochi panamericani di Toronto, manifestazione da cui non è andata oltre le semifinali ma ha stabilito - nei 200 metri piani - un nuovo record che le ha permesso di classificarsi per i Giochi olimpici di Rio de Janeiro 2016.
Dopo il 2013 e il 2015, nonostante non avesse raggiunto il tempo minimo richiesto, ritorna ai Mondiali nel 2017; ma è con la staffetta che ha potuto ottenere molti successi, da ultimo nel 2018 ai Giochi sudamericani di Bolivia, ove ha conquistato un argento, o la partecipazione ai World Relays di Yokohama.
Nel dicembre 2019 è convolata a notte con Felipe Piriz.

## Palmarès
| Anno | Manifestazione             | Sede           | Evento      | Risultato  | Prestazione | Note             |
| ---- | -------------------------- | -------------- | ----------- | ---------- | ----------- | ---------------- |
| 2008 | Sudamericani U18           | Lima           | Staffetta   | Argento    | 2'16"41     |                  |
| 2010 | Sudamericani U23           | Medellín       | 200 m piani | 8ª         | 25"24       |                  |
| 2010 | Sudamericani U23           | Medellín       | 4×100 m     | 4ª         | 47"29       |                  |
| 2010 | Sudamericani U18           | Santiago       | 100 m piani | Oro        | 11"92       |                  |
| 2010 | Sudamericani U18           | Santiago       | 200 m piani | Oro        | 24"30       |                  |
| 2011 | Sudamericani               | Buenos Aires   | 200 m piani | 7ª         | 24"56       |                  |
| 2011 | Sudamericani               | Buenos Aires   | 4×100 m     | Bronzo     | 46"42       |                  |
| 2011 | Sudamericani               | Buenos Aires   | 4×400 m     | Bronzo     | 3'49"51     |                  |
| 2011 | Sudamericani U20           | Medellín       | 100 m piani | 7ª         | 12"27       |                  |
| 2011 | Sudamericani U20           | Medellín       | 200 m piani | Batteria   | dnf         |                  |
| 2012 | Mondiali U18               | Barcellona     | 200 m piani | Semifinale | 23"59       |                  |
| 2012 | Sudamericani U23           | San Paolo      | 200 m piani | Argento    | 23"63       |                  |
| 2012 | Sudamericani U23           | San Paolo      | 4×100 m     | Oro        | 45"61       |                  |
| 2012 | Sudamericani U23           | San Paolo      | 4×400 m     | Argento    | 3'42"25     |                  |
| 2013 | Sudamericani               | Cartagena      | 200 m piani | 4ª         | 23"34       |                  |
| 2013 | Sudamericani               | Cartagena      | 4×100 m     | 4ª         | 45"53       |                  |
| 2013 | Mondiali                   | Mosca          | 200 m piani | Batteria   | 24"06       |                  |
| 2013 | Giochi bolivariani         | Trujillo       | 4×100 m     | 4ª         | 45"31       |                  |
| 2013 | Giochi bolivariani         | Trujillo       | 4×400 m     | Bronzo     | 3'41"74     |                  |
| 2014 | Giochi sudamericani        | Santiago       | 100 m piani | 5ª         | 11"76       |                  |
| 2014 | Giochi sudamericani        | Santiago       | 200 m piani | 5ª         | 24"04       |                  |
| 2014 | Giochi sudamericani        | Santiago       | 4×100 m     | Argento    | 45"09       |                  |
| 2014 | Giochi sudamericani        | Santiago       | 4×400 m     | Bronzo     | 3'37"42     |                  |
| 2014 | Sudamericani U23           | Montevideo     | 200 m piani | Bronzo     | 23"72       |                  |
| 2014 | Sudamericani U23           | Montevideo     | 4×100 m     | Argento    | 46"80       |                  |
| 2015 | Sudamericani               | Lima           | 100 m piani | Argento    | 11"51       |                  |
| 2015 | Sudamericani               | Lima           | 200 m piani | Argento    | 23"38       |                  |
| 2015 | Sudamericani               | Lima           | 4×100 m     | Bronzo     | 44"83       |                  |
| 2015 | Giochi panamericani        | Toronto        | 100 m piani | Semifinale | 11"37       |                  |
| 2015 | Giochi panamericani        | Toronto        | 200 m piani | Semifinale | 22"96       |                  |
| 2015 | Giochi panamericani        | Toronto        | 4×100 m     | Batteria   | 45"38       |                  |
| 2015 | Mondiali                   | Pechino        | 100 m piani | Batteria   | 11"47       |                  |
| 2015 | Mondiali                   | Pechino        | 200 m piani | Batteria   | 23"22       |                  |
| 2016 | Campionati ibero-americani | Rio de Janeiro | 100 m piani | 4ª         | 11"37       |                  |
| 2016 | Campionati ibero-americani | Rio de Janeiro | 200 m piani | 4ª         | 23"34       |                  |
| 2016 | Campionati ibero-americani | Rio de Janeiro | 4×100 m     | 6ª         | 45"09       |                  |
| 2016 | Giochi olimpici            | Rio de Janeiro | 200 m piani | Batteria   | 23"29       |                  |
| 2017 | Sudamericani               | Asunción       | 200 m piani | 5ª         | 23"37       |                  |
| 2017 | Universiadi                | Taipei         | 200 m piani | Semifinale | 24"31       |                  |
| 2017 | Mondiali                   | Londra         | 200 m piani | Batteria   | 23"89       |                  |
| 2018 | Mondiali indoor            | Birmingham     | 60 m piani  | Batteria   | 7"38        |                  |
| 2018 | Giochi sudamericani        | Cochabamba     | 100 m piani | 5ª         | 11"33       |                  |
| 2018 | Giochi sudamericani        | Cochabamba     | 200 m piani | 4ª         | 23"13       |                  |
| 2018 | Giochi sudamericani        | Cochabamba     | 4×400 m     | Argento    | 3'33"42     |                  |
| 2019 | World Relays               | Yokohama       | 4×400 m     | 14ª        | 3'33"54     |                  |
| 2019 | Sudamericani               | Lima           | 100 m piani | 4ª         | 11"68       |                  |
| 2019 | Sudamericani               | Lima           | 200 m piani | Finale     | dns         |                  |
| 2019 | Giochi panamericani        | Lima           | 200 m piani | Batteria   | 23"92       |                  |
| 2022 | Giochi sudamericani        | Asunción       | 4×100 m     | Argento    | 45"04       |                  |
| 2023 | Campionati sudamericani    | San Paolo      | 4x100 m     | Bronzo     | 44"40       | Record nazionale |
| 2023 | Giochi panamericani        | Santiago       | 200 m piani | Batteria   | 24"00       |                  |
| 2023 | Giochi panamericani        | Santiago       | 4x100 m     | Argento    | 44"19       |                  |
| 2024 | World Relays               | Nassau         | 4×100 m     | Batteria   | 44"31       |                  |
| 2025 | World Relays               | Guangzhou      | 4×100 m     | Batteria   | 43"64       | Record nazionale |
| 2025 | Campionati sudamericani    | Mar del Plata  | 200 m piani | 7ª         | 23"59       |                  |
| 2025 | Campionati sudamericani    | Mar del Plata  | 4x100 m     | dnf        | dnf         |                  |